# サン・ロレンツォ・ドルシーノ
サン・ロレンツォ・ドルシーノ（イタリア語: San Lorenzo Dorsino）は、イタリア共和国トレンティーノ＝アルト・アディジェ州トレント自治県にある、人口約1,600人の基礎自治体（コムーネ）。
2015年1月1日にサン・ロレンツォ・イン・バナーレとドルシーノが合併して発足した。

## 地理

### 位置・広がり

#### 隣接コムーネ
隣接するコムーネは以下の通り。
- アンダロ
- コマーノ・テルメ (ブレッジョ・インフェリオーレ、ロマーゾ)
- マドルッツォ (カラヴィーノ)
- モルヴェーノ
- ステーニコ
- トレ・ヴィッレ (ラーゴリ)
- ヴァッレラーギ (ヴェッツァーノ)

## 行政

### 分離集落
サン・ロレンツォ・ドルシーノには、以下の分離集落（フラツィオーネ）がある。
- Andogno, Deggia, Dorsino, Moline, Nembia, San Lorenzo in Banale (sede comunale), Tavodo